# Soma Pysall

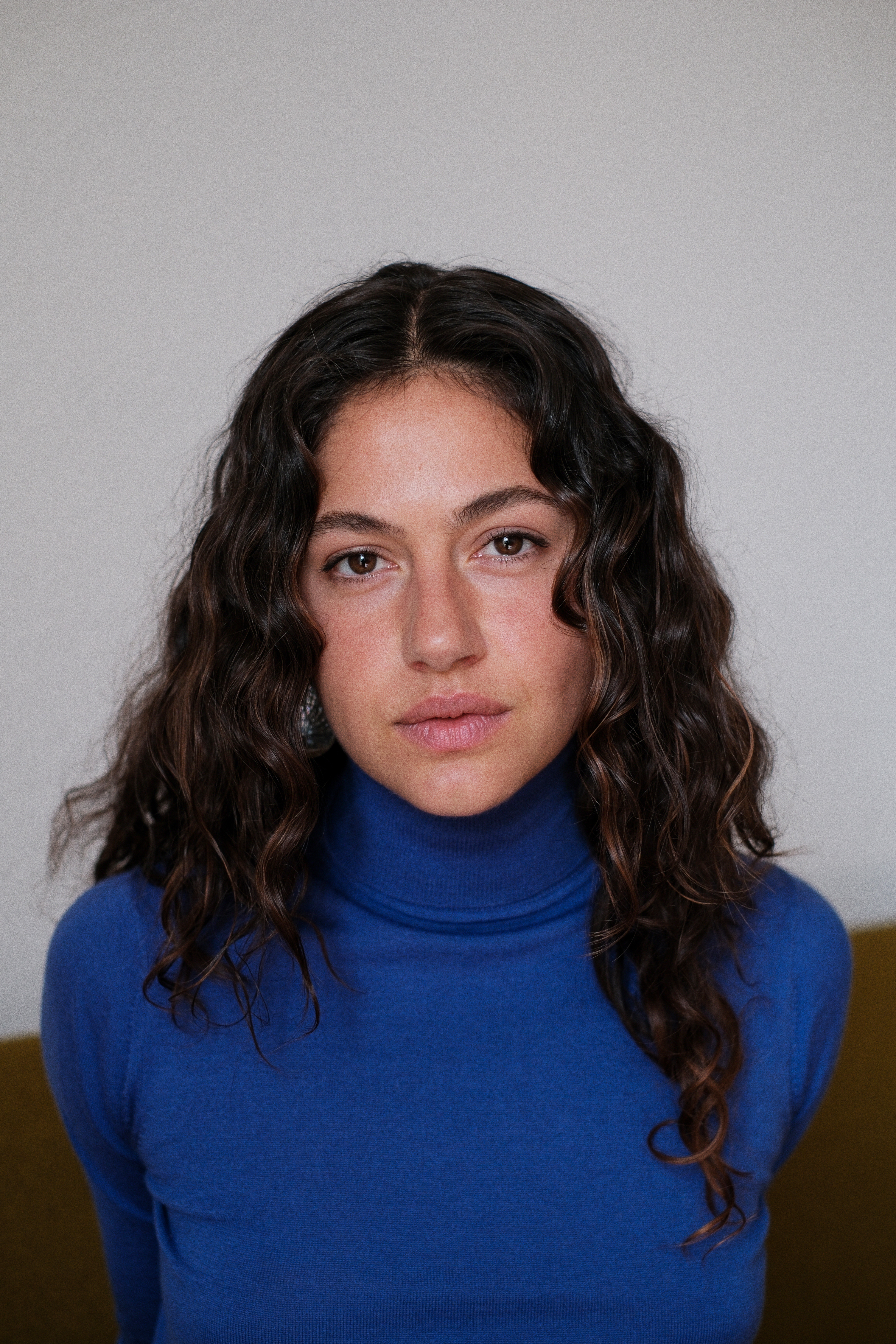
Soma Pysall (2024)

Soma Pysall (* 26. November 1995 in Berlin) ist eine deutsche Schauspielerin. Bekannt wurde sie insbesondere durch ihre Hauptrollen im Kieler Tatort: Borowski und der Fluch der weißen Möwe und der preisgekrönten TNT-Serie Para – Wir sind King.

## Leben und Karriere
Soma Pysall wuchs in Berlin auf und wurde als 15-jährige Schülerin von einer Schauspielagentin auf der Straße angesprochen. Daraufhin gab sie bereits in jungen Jahren ihr Seriendebüt als Lilli von Hasenburg in der deutsch-australischen Jugendserie In Your Dreams des KiKA. Es folgten diverse Engagements für serielle Formate für TV und Streamingdienste, darunter Beat unter der Regie von Marco Kreuzpaintner oder Wir sind jetzt von Christian Klandt. Breitere Aufmerksamkeit erregte sie schließlich 2020 im ARD mit ihrer Episodenhauptrolle als die traumatisierte Polizistin Nasrin im Tatort: Borowski und der Fluch der weißen Möwe. Ihr endgültiger Durchbruch gelang ihr jedoch kurz darauf mit der TNT-Serie Para – Wir sind King. Darin machte sie als Hajra aus Berlin-Wedding unter der Regie von Özgür Yildirim von sich reden. Für ihre herausragende Darbietung wurde Pysall dafür 2021 mit dem New Faces Award als Beste Nachwuchsschauspielerin, sowie 2022 mit dem Blauer Panther – TV & Streaming Award als beste Schauspielerin ausgezeichnet. Sie wurde außerdem für den Deutschen Fernsehpreis als Beste Schauspielerin nominiert.
In der Folge war sie auf Netflix im deutschen Spielfilm Buba, Die Discounter auf Prime Video und der Satire-Serie Parlament zu sehen, welche 2021 mit dem Grimme-Preis ausgezeichnet wurde.
2024 schloss sie die Dreharbeiten zur dystopischen Thriller-Horror-Miniserie „City of Blood“ unter der Regie von Philipp Kadelbach ab. Sie wird neben Lea Drinda und Lars Eidinger in einer der Hauptrollen der Disney+ Produktion zu sehen sein.

## Filmografie
- 2013–2015: In Your Dreams (Fernsehserie, 52 Folgen)
- 2015: No comment
- 2015: Huck (Fernsehserie, 8 Folgen)
- 2016: Tierärztin Dr. Mertens (Fernsehserie, 7 Folgen)
- 2017: How to be a Homewrecker (Spielfilm)
- 2018: Beat (Fernsehserie, Folge 1x02 POP)
- 2018: Was bleibt (Kurzfilm)
- 2018: Notruf Hafenkante (Fernsehserie, Folge 12x19 Fremdes Land)
- 2019: Wir sind jetzt (Fernsehserie, 4 Folgen)
- 2020: Tatort: Borowski und der Fluch der weißen Möwe (Fernsehfilm)
- 2020: Aus dem Tagebuch eines Uber-Fahrers (Fernsehserie, Folge 1x06 White Russian)
- 2020: Die Kanzlei (Fernsehserie, Folge 5x10 Gegen alle Vernunft)
- seit 2021: Para – Wir sind King (Fernsehserie)
- 2021: Loving Her (Fernsehserie, Folge 1x05 Loving Sarah)
- 2021: Hysteria  (Kurzfilm)
- 2022: Klara Sonntag – Liebe macht blind (Fernsehreihe)
- 2022: Doktor Ballouz (Fernsehserie, Folge 2x02 Lieben und Lassen)
- 2022: Buba
- 2022: Die Discounter (Fernsehserie, Folge 2x02 Gegensätze ziehen sich an)
- 2023–2024: Parlament (Fernsehserie, 13 Folgen)
- 2024: Viktor bringt’s  (Fernsehserie, Folge 1x06 So schön schon)
- 2024: City of Blood (Fernsehserie)
- 2024: Morgen war Krieg (Spielfilm)
- 2024: Ameisen fressen kein Halva (Spielfilm)

## Hörspiele
- 2023: 12 Nächte von Leonie Below (12-teilige Mystery-Serie über die Raunächte), WDR[9]
- 2024: The Belles. Fantasy-Hörspiel-Serie nach Dhonielle Clayton, Hörspiel, WDR[10]
- 2024: Dschinns. Familiensaga nach dem Roman von Fatma Aydemir, Hörspiel-Miniserie, NDR[11]
- 2024: Pretty Dead Girl: Tödliche Geheimnisse (Thriller-Hörspiel-Serie, Audible)

## Auszeichnungen
- 2021: New Faces Award als beste Nachwuchsschauspielerin für Para – Wir sind King
- 2021: Deutscher Fernsehpreis für die beste Drama-Serie für Para – Wir sind King
- 2021: Deutscher Fernsehpreis Nominierung in der Kategorie Beste Schauspielerin für Para – Wir sind King
- 2022: Blauer Panther – TV & Streaming Award als beste Schauspielerin für Para – Wir sind King[12]